# 微下擊暴流

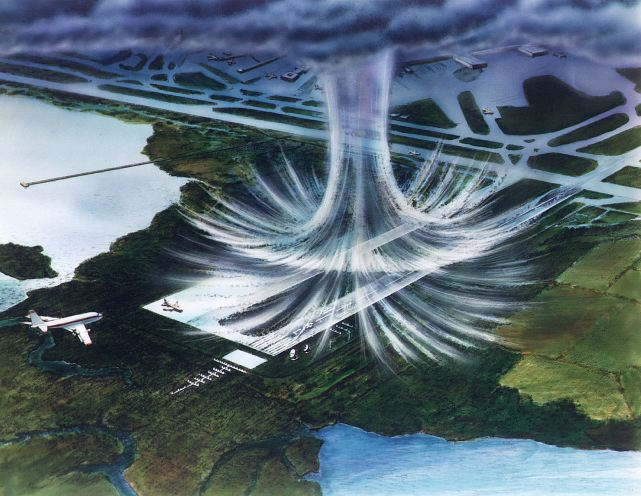
微下擊爆流對起降的飛機有導致墜機可能的潛在風險

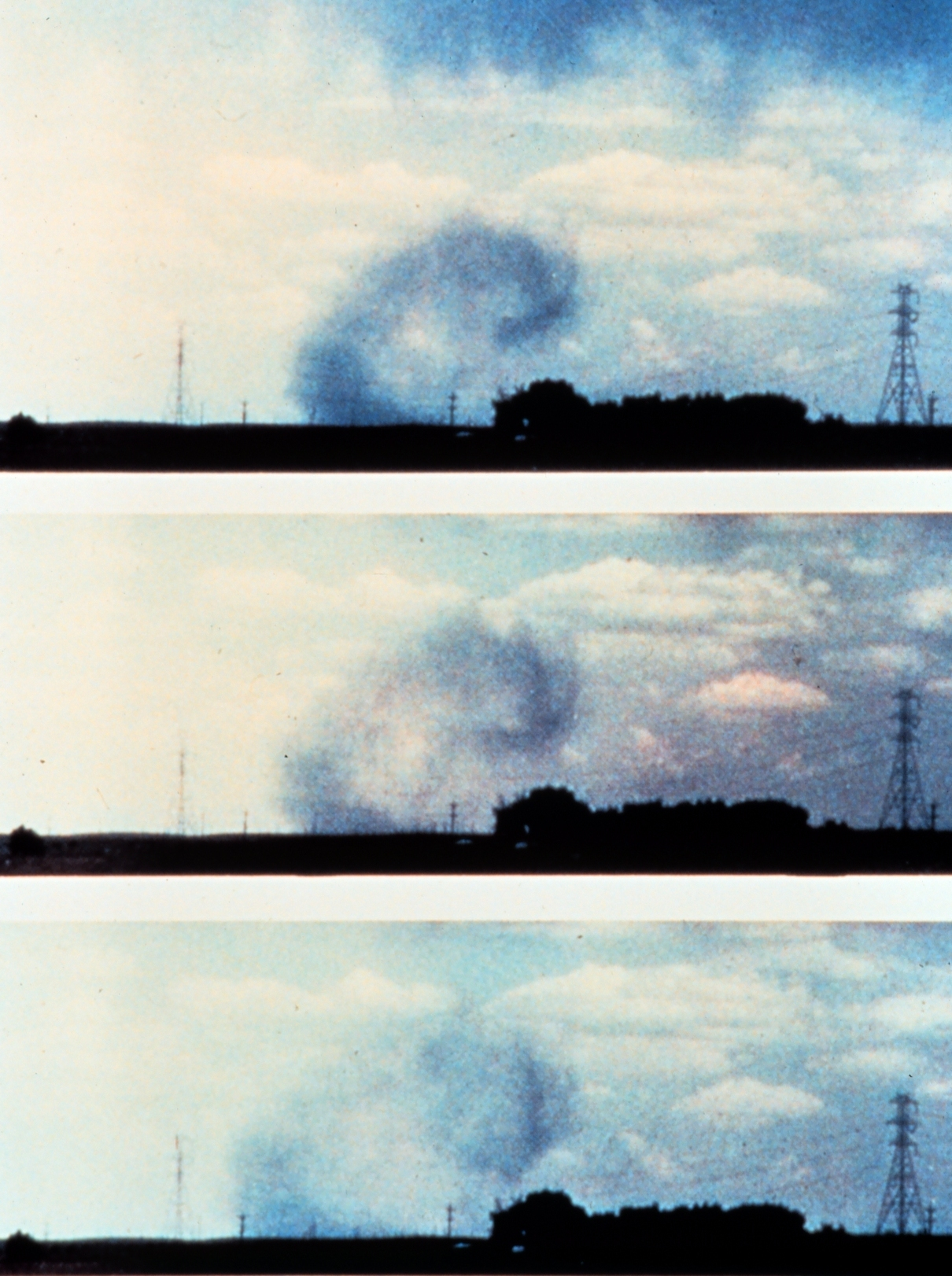
一股強烈微暴流抵達地面後所產生的螺旋物

微下擊爆流（英語：microburst），又稱微爆流、微爆氣流、微下衝氣流，是一種局部性的下沉氣流，氣流到達地面後會產生一股與龍捲風破壞力相當的直線風（straight-line winds）向四方八面擴散。
微下擊暴流是下擊暴流的一種，氣象學者籐田哲也把下爆氣流分為微暴流和巨暴流（macroburst），影響方圓4公里或以下的被界定為「微暴流」，影響方圓4公里以上則被界定為「巨暴流」。
微下擊暴流能夠產生時速超過270公里的風。

## 對飛機構成的危險
微下擊暴流的突發性和威力會對飛機構成重大危險，特別是低空正在起降的飛機。微下擊暴流大多是以順風方向吹流經飛行器，使飛行器升力大減。以下是幾宗因為微暴流而在機場附近墜毀的飛行事故：
- 達美航空191號班機
- 美国航空1420号班机
- 泛美航空759號班機
- 全美航空1016號班機

微下擊暴流經常導致一些正在降落的飛機墜毀。飛機預備著陸時，飛行員會把空速減至適當水平。當微下擊暴流擊中飛機時，突然增強的頂頭風（headwind）會令飛機升力增加。一些未遇過微暴流的飛行員就會減速以減低升力。之後飛機會穿過微暴流中心進入順風帶，順風又會再令飛機的升力減少，最後飛機會因升力不足而墜毀。
遇上微下擊暴流，最佳的處理方法就是一察覺到飛行速度突變時馬上加速，這樣，就算是遇上順風而導致升力減少，至少可以保持飛機不會墜地。

## 外部連結
- 半官方微下擊暴流手冊
- 香港天文臺對微下擊暴流的簡單解說 （页面存档备份，存于）